# Gazeuse!
Gazeuse! è il settimo album pubblicato dai Gong, ma nei fatti rappresenta il primo album dei Pierre Moerlen's Gong. Fu pubblicato nel tardo 1976 dalla Virgin Records; per la distribuzione negli Stati Uniti d'America l'album fu ribattezzato Expresso.
La parola gazeuse è francese e significa 'frizzante', 'effervescente'.
Gazeuse! si distacca dal rock psichedelico dei precedenti album dei Gong guidati del chitarrista Daevid Allen, virando verso sonorità che richiamano il jazz, in particolare per via dell'uso insistito dei vibrafoni e delle percussioni.
Anche se l'album fu pubblicato dalla Virgin Records sotto il nome "Gong" per motivi contrattuali e la denominazione Pierre Moerlen's Gong non verrà usata prima di un paio d'anni, la formazione e la musica rinviano agli stilemi tipici dei futuri Gong condotti dal batterista e vibrafonista francese Pierre Moerlen.

## Tracce
Lato A
1. Expresso – 5:58 (Pierre Moerlen)
2. Night Illusion – 3:42 (Allan Holdsworth)
3. Percolations – 9:58 (Pierre Moerlen)

Durata totale: 19:38
Lato B
1. Shadows Of – 7:48 (Allan Holdsworth)
2. Esnuria – 8:00 (Pierre Moerlen)
3. Mireille – 4:10 (Francis Moze)

Durata totale: 19:58

## Formazione
- Pierre Moerlen - batteria, vibrafono, marimba, timpani, glockenspiel
- Didier Malherbe - sassofono tenore (traccia 1, 5), flauto (traccia 4)
- Allan Holdsworth -  chitarra elettrica, violino, pedal steel guitar
- Mireille Bauer - vibrafono, marimba, glockenspiel, tom
- Benoît Moerlen - vibrafono
- Francis Moze - basso elettrico, gong, pianoforte
- Mino Cinelu - percussioni